# Josep de Copons i d'Esquerrer
Josep de Copons i d'Esquerrer (1683 – 1738) va ser un noble català.
Nasqué al Castell de Malmercat, en una família de la petita noblesa pallaresa, els Copons de Malmercat. Va ser germà de Manuel de Copons i d'Esquerrer, 119è President de la Generalitat de Catalunya.
Per atorgament de l'arxiduc Carles d'Àustria el 5 de juliol del 1717, Josep de Copons esdevingué "Senyor de Malmercat", el sisè de la dinastia. Assistí a les Corts dels anys 1701 i 1705.
Es casà amb Isabel de Cordelles i Romanyer (pubilla de Felicià de Cordelles, Marqués de Mura) amb la qual va tenir vuit fills, dels quals, l'hereu, Francesc de Copons i de Cordelles, 7è senyor de Malmercat, heretà tot el patrimoni i títols dels Cordelles de Barcelona, entre els quals els de Marqués de Mura i el de patró del Col·legi de Cordelles.
Ell i la seva família va prendre part compromesa a favor de Carles III contra els filipistes. L'any 1708, front la invasió del Pallars pels filipistes, "acudiren a barrar el pas vuit-cents homes de les milícies de Sort, Rialp, Vall d'Assua, Vilamur i Baronia d'Estach. Les milícies de les valls de Ferrera, Cardós i Aneu en nombre de sis-cents a les ordres de Baltasar Castellarnau i les vegueries del Pallars a les ordres del subveguer Antoni Sabater, agregant-se a tots ells els voluntaris que havia reunit Josep Copons".
"...Feliu Jordana, amb la gent que manava i el capità de voluntaris Antoni Bielsa avançà sobre Gerri de la Sal per la porta anomenada de Mariola desencaixant-la i penetrant un cos de voluntaris dins la ciutat. Un altre cos de tres-cents paisans d'Isidre Jordana de Malmercat, cent seixanta de Pere Jena i quatre-cents de Jacint Orteu s'agruparen a les ordres de Josep Copons, com ja ho havien fet abans els de l'Alt Pallars... " "... d'aquesta manera s'evità la invasió del Pallars Sobirà".